# Valeria mieshani
Valeria mieshani är en fjärilsart som beskrevs av Max Wilhelm Karl Draudt 1950. Valeria mieshani ingår i släktet Valeria och familjen nattflyn. Inga underarter finns listade i Catalogue of Life.